# Turan Cihan Şimşek
Turan Cihan Șimșek (n. 6 august 1992, Bad Säckingen, Baden-Württemberg, Germania) este un actor turc. În prezent locuiește în Istanbul. Este cunoscut pentru rolul lui Selim din seria Cloth Doll și a apărut și în reclame pentru Krispi, Haribo, Eti Cin, Genç Turkcell și Pașabahçe. A jucat rolul principal ca Metehan în serialul TV When the Bell Rings de pe Disney Channel Turkey⁠(d).
El a jucat rolul principal ca Metehan în filmul TV Disney Channel numit The Hunt When the Bell Rings, care a fost filmat ca parte a serialului. Apoi a jucat personajul lui Rüzgar ca actor invitat în serialul Hello Hayat. Turan Cihan Șimșek a obținut o mai mare recunoaștere în Turcia și a ajuns la o mare bază de fani cu serialul „Bell Ringing” în care joacă rolul principal. Mai târziu, a interpretat personajul lui Poyraz în serialul TV Bir Pillow, care a fost difuzat pe TRT 1. A apărut în fața publicului cu personajul lui Deniz în emisiunea TV Beni So Sev, care a fost difuzată și la TRT 1. După „Love Me Like This”, a interpretat personajul lui Ali în serialul Medcezir, care a fost difuzat la Star TV. După The Bell Rings, datorită lui Medcezir, a câștigat și mai multă bază de fani. În 2016, a dat viață unui personaj rău pentru prima dată, interpretând personajul lui Mert în filmul TRT 1 Suda Balık. În 2016, a dat viață personajului lui Cüneyt din serialul TV Hanım Köylü, care a fost difuzat și la Star TV. El a făcut prima sa experiență cinematografică ca unul dintre rolurile principale din filmul meu 4N1K, Sinan, care a fost lansat în mai 2017. Din 2021, interpretează personajul lui Oğulcan Eren din serialul TV Kardeșlerim, care este difuzat pe ATV și pe Kanal D România.